# エドゥアルド・バルガス
エドゥアルド・ヘスス・バルガス・ロハス（Eduardo Jesús Vargas Rojas, 1989年11月20日 - ）は、チリ・サンティアゴ出身のサッカー選手。チリ代表。クルブ・ナシオナル・デ・フットボール所属。ポジションはFW。

## 経歴

### クラブ
2006年からチリのCDコブレロアでプロキャリアをスタートさせ、2010年1月8日、ウニベルシダ・デ・チレに移籍した。2011年のコパ・スダメリカーナではLDUキトとの決勝戦（2試合）での3得点を含む11得点を挙げ、大会得点王並びにMVPに輝き、チームの初優勝に貢献した。同年度の南米年間最優秀選手賞はネイマールにこそ譲ったものの、チリ年間最優秀サッカー選手賞に選ばれた。
2012年1月9日、SSCナポリに移籍した。主にカップ戦要員として活躍し、同年9月20日のAIKソルナ戦ではハットトリックを決める活躍をしたが、言葉の壁に苦しんだ影響もあり、リーグ戦では無得点に終わった。
2013年1月17日、グレミオFBPAにレンタル移籍した。リーグ戦18試合に出場し、6得点を挙げた。
2014年1月23日、バレンシアCFにレンタル移籍した。
2014年8月21日、クイーンズ・パーク・レンジャーズFCにレンタル移籍した。21試合に出場し、3得点・2アシストを記録。不満分子としてチームの和を乱した。
2015年8月24日、1899ホッフェンハイムへ2019年6月までの4年契約で完全移籍した。
2017年1月27日、リーガMXのUANLティグレスへ2019年夏までの2年半契約で完全移籍した。
2020年11月9日.アトレチコ・ミネイロと2年契約を締結。
2025年1月、クルブ・ナシオナル・デ・フットボールに移籍した。

### 代表
チリ代表として、2008年にトゥーロン国際大会、ミルクカップに出場した。A代表とペルー代表戦で初ゴールを記録した。

## 代表歴

### 出場大会
- チリ代表
  - 2014 FIFAワールドカップ

### 試合数
- 国際Aマッチ 119試合 45得点（2009年-）[7]

| チリ代表 | 国際Aマッチ | 国際Aマッチ |
| 年       | 出場        | 得点        |
| -------- | ----------- | ----------- |
| 2009     | 1           | 0           |
| 2010     | 2           | 0           |
| 2011     | 6           | 2           |
| 2012     | 6           | 0           |
| 2013     | 12          | 9           |
| 2014     | 12          | 7           |
| 2015     | 13          | 7           |
| 2016     | 14          | 7           |
| 2017     | 15          | 3           |
| 2018     | 1           | 0           |
| 2019     | 9           | 3           |
| 2020     | 2           | 0           |
| 2021     | 11          | 2           |
| 2022     | 2           | 0           |
| 2023     | 0           | 0           |
| 2024     | 12          | 5           |
| 2025     | 1           | 0           |
| 通算     | 119         | 45          |

## タイトル

### クラブ
ウニベルシダ・デ・チレ
- プリメーラ・ディビシオン: 2011アペルトゥーラ, 2011クラウスーラ
- コパ・スダメリカーナ: 2011

ナポリ
- コッパ・イタリア: 2011-12

ティグレスUANL
- リーガMX: アペルトゥーラ2017, クラウスーラ2019
- カンペオン・デ・カンペオーネス: 2017, 2018
- カンペオネスカップ: 2018

アトレチコ・ミネイロ
- カンピオナート・ブラジレイロ・セリエA: 2021
- コパ・ド・ブラジル: 2021
- カンピオナート・ミネイロ: 2021, 2022, 2023, 2024
- スーペルコパ・ド・ブラジル: 2022

### 代表
U-20チリ代表
- トゥーロン国際大会: 2009

チリ代表
- コパ・アメリカ: 2015、2016

### 個人
- コパ・アメリカ得点王: 2015、2016